# Monte Soratte
Il Monte Soratte è un monte del Lazio, nel comune di Sant'Oreste in provincia di Roma, alta 691 m. La sua forma e ancor più la sua posizione relativamente isolata nel mezzo della valle del Tevere hanno da sempre stimolato la fantasia e la curiosità.
di neve rigida...»
(Orazio, Odi I, 9, 1. Trad. di Giacomo Leopardi [1809])

## Storia
Ritrovamenti di materiali risalenti all'Età del bronzo sulla cresta sommitale fanno ipotizzare che il Soratte fosse abitato fin da tempi preistorici.
Il Monte Soratte è stata una montagna sacra dei Falisci (consacrata alla loro divinità corrispondente: il Pater Soranus). Probabilmente è l'etimologia del nome.
A causa della sua natura isolata, che lo rendeva visibile e riconoscibile da lontano, in epoca preromana probabilmente fu luogo di culto per i gruppi locali corrispondenti a Etruschi, Falisci, Capenati e Sabini.
Tale vocazione nel tempo si tramandò ai Romani – attraverso il culto di Soranus – fino agli albori del Cristianesimo, quando molti eremiti vi si rifugiarono in cerca di silenzio e meditazione.
A testimonianza di ciò vi si trovano i resti di sei insediamenti a carattere religioso, alcuni dei quali tuttora utilizzati durante le feste religiose di Santa Lucia, di Santa Romana e della Madonna di maggio, in occasione della quale si svolge la tradizionale fiaccolata sul monte.
Sulla cima del Soratte si trova l'Eremo di San Silvestro, costruito nel VI secolo sui resti di un tempio di Apollo. Secondo una leggenda la chiesa sarebbe stata invece fondata tre secoli prima da papa Silvestro I, rifugiatosi sul Soratte per sfuggire alla persecuzione di Diocleziano: da qui egli avrebbe avuto la nota visione del drago, a sua volta ricollegabile al culto dell'arcangelo Michele del prospiciente Monte Tancia. Nella chiesa sono conservati affreschi trecenteschi e quattrocenteschi che sono stati oggetto di studi e interventi conservativi.
La chiesa di Santa Maria delle Grazie e l'annesso monastero furono costruiti nel 1835 su una precedente costruzione del '500. I locali sono ampiamente restaurati e offrono vitto e alloggio. La chiesa ospita un affresco della Beata Vergine oggetto di grande venerazione nel XVI secolo.
Sono presenti sul monte altri quattro eremi – Sant'Antonio, Santa Lucia, San Sebastiano e Santa Romana – che, pur in condizioni di abbandono, presentano notevoli caratteri tipici dell'architettura eremitica rupestre.
Il monte Soratte è presente anche nell'opera più importante del sommo poeta Dante Alighieri, la Divina Commedia, infatti nel canto XXVII dell'Inferno si trova:
Ma come Costantin chiese Silvestro
d’entro Siratti a guerir de la lebbre;
così mi chiese questi per maestro
Sul versante sud, nel 1937, sotto la Direzione del Genio Militare di Roma venne avviata la costruzione di un complesso di gallerie che, secondo il progetto iniziale, dovevano servire come rifugio del comando supremo dell'esercito in caso di guerra, data la vicinanza con la capitale.
Durante la seconda guerra mondiale, in particolare nel settembre del 1943, il comando supremo delle forze di occupazione tedesche si stabilì sul Soratte. Nel mese di giugno del 1944, dopo un terribile bombardamento effettuato il 12 maggio da 236 B-17 del 5th US Air Force, il feldmaresciallo Albert Kesselring insieme alle truppe di occupazione abbandonò l'area dopo aver minato parte delle gallerie. Sembra che prima della partenza Kesselring avesse dato ordine di interrare nelle gallerie 68 casse contenenti oro e beni saccheggiati alla Banca d'Italia e alla comunità ebraica di Roma, che però non sono state mai trovate. Nel quadro della lotta di resistenza va ricordato che la scia di sangue causata dai grandi rastrellamenti nazifascisti tra l'inverno del 1943 e la primavera del 1944, che costarono la vita a centinaia di civili e combattenti partigiani, fu ordinata da Kesselring proprio dal comando supremo del sud situato presso il "Bunker Soratte", per poi proseguire con lo spostamento del fronte verso il nord Italia durante la ritirata della Wehrmacht.
Durante gli anni della Guerra Fredda, parte delle stesse gallerie fu riconvertita per ospitare il bunker anti-atomico del Governo Italiano: i lavori, solo parzialmente terminati, risalgono al quinquennio 1967-1972.
Il sistema ipogeo consta di 4 km di gallerie, oggi parzialmente visitabili grazie all'operato di un'associazione di volontari.
L'area da alcuni anni è stata riacquisita dal Comune di Sant'Oreste ed è oggetto di lavori di recupero delle ex caserme e di allestimento di un museo storico diffuso denominato "Percorso della memoria".
Istituita con L.R. 6 ottobre 1997, n. 29 (B.U.R. 10 novembre 1997, n. 31 S.O. n. 2), la Riserva del naturale del Monte Soratte è un singolare polmone verde tra la via Flaminia e il fiume Tevere. Con la Legge Regionale del 22 ottobre 2018, n.7 (pubblicata sul Bollettino Ufficiale della Regione Lazio del 23 ottobre 2018, n.86) la sua gestione fu affidata alla direzione della Riserva naturale di Nazzano, Tevere-Farfa.

## Descrizione

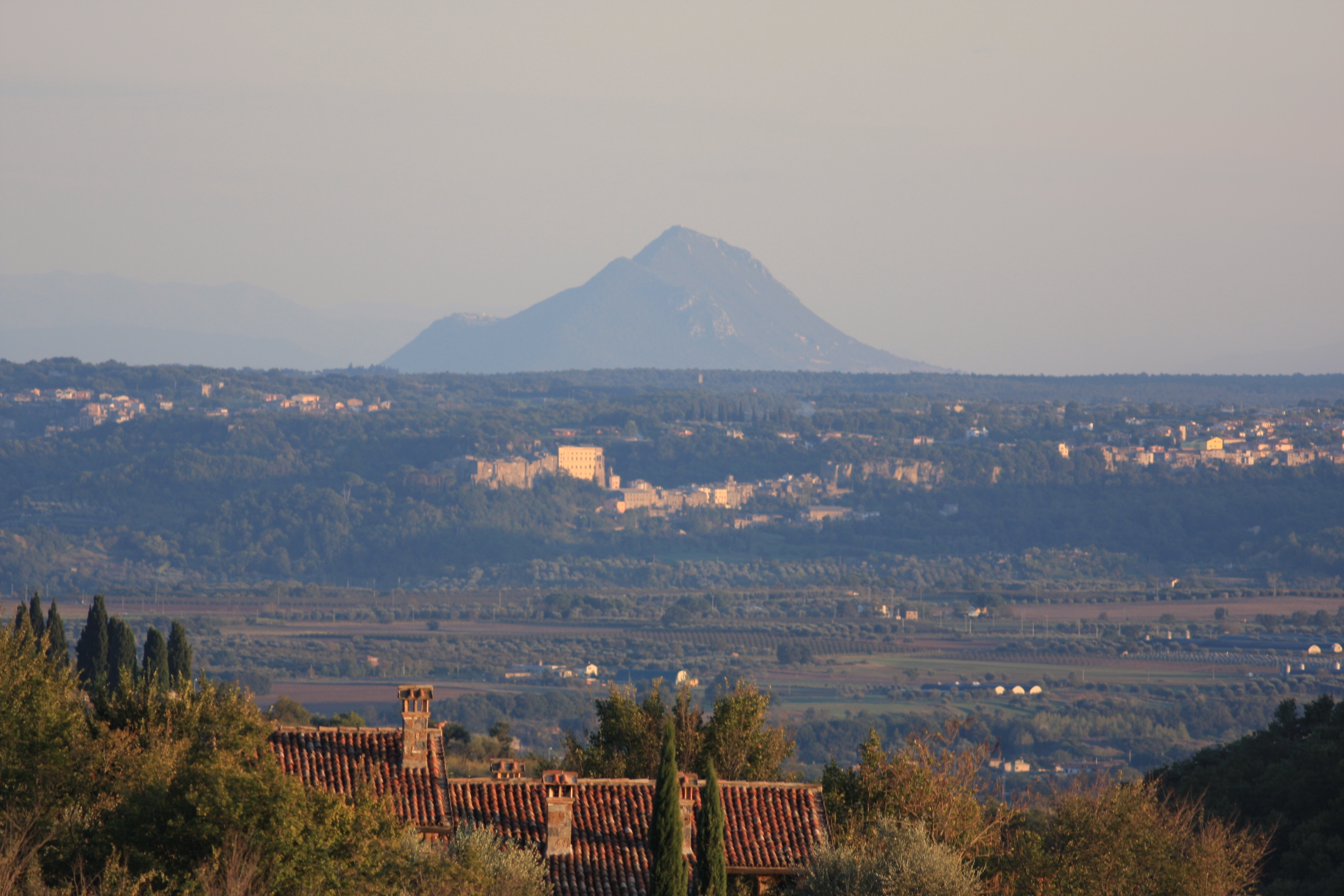
Panorama del monte Soratte da Castel Cellesi (VT). Si intravede il palazzo-castello Costaguti di Roccalvecce (VT)

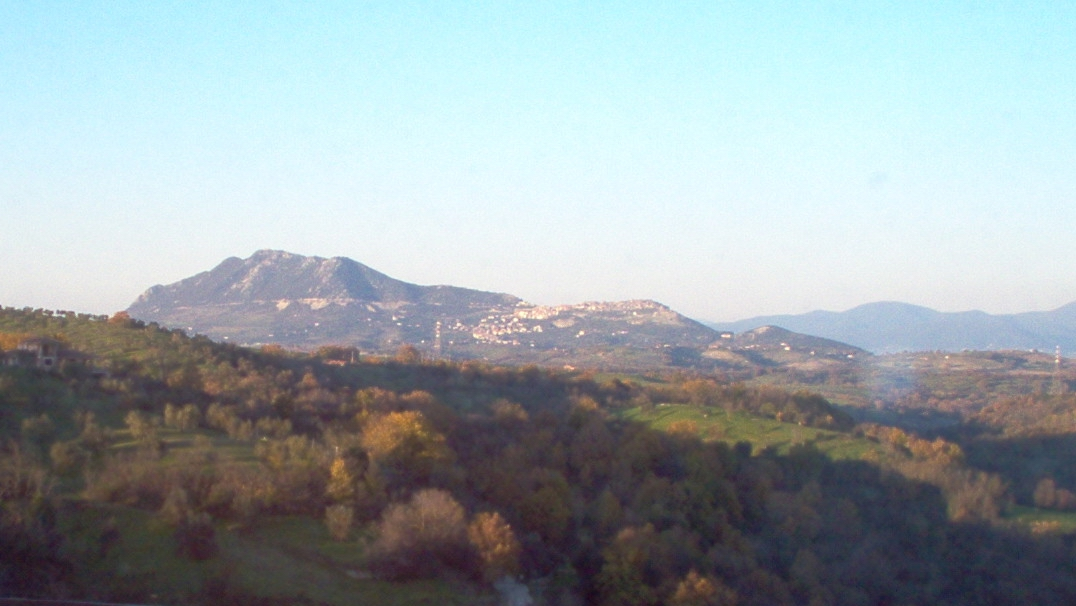
Panorama del monte Soratte visto da Morlupo (RM)

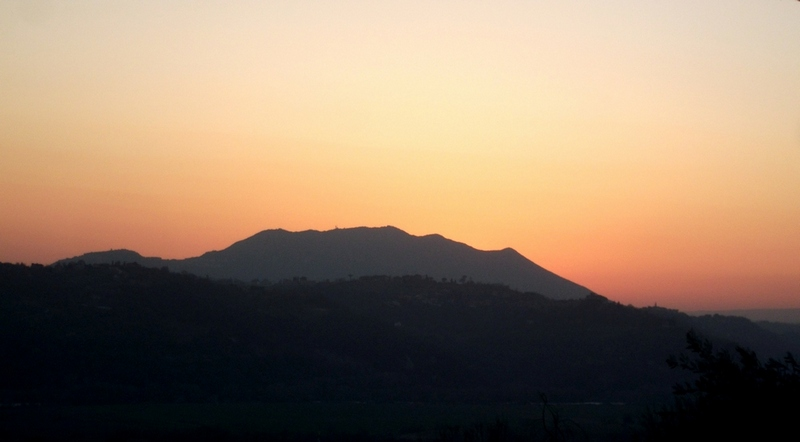
Panorama sul Soratte al tramonto visto da Poggio Mirteto, nella valle del Tevere

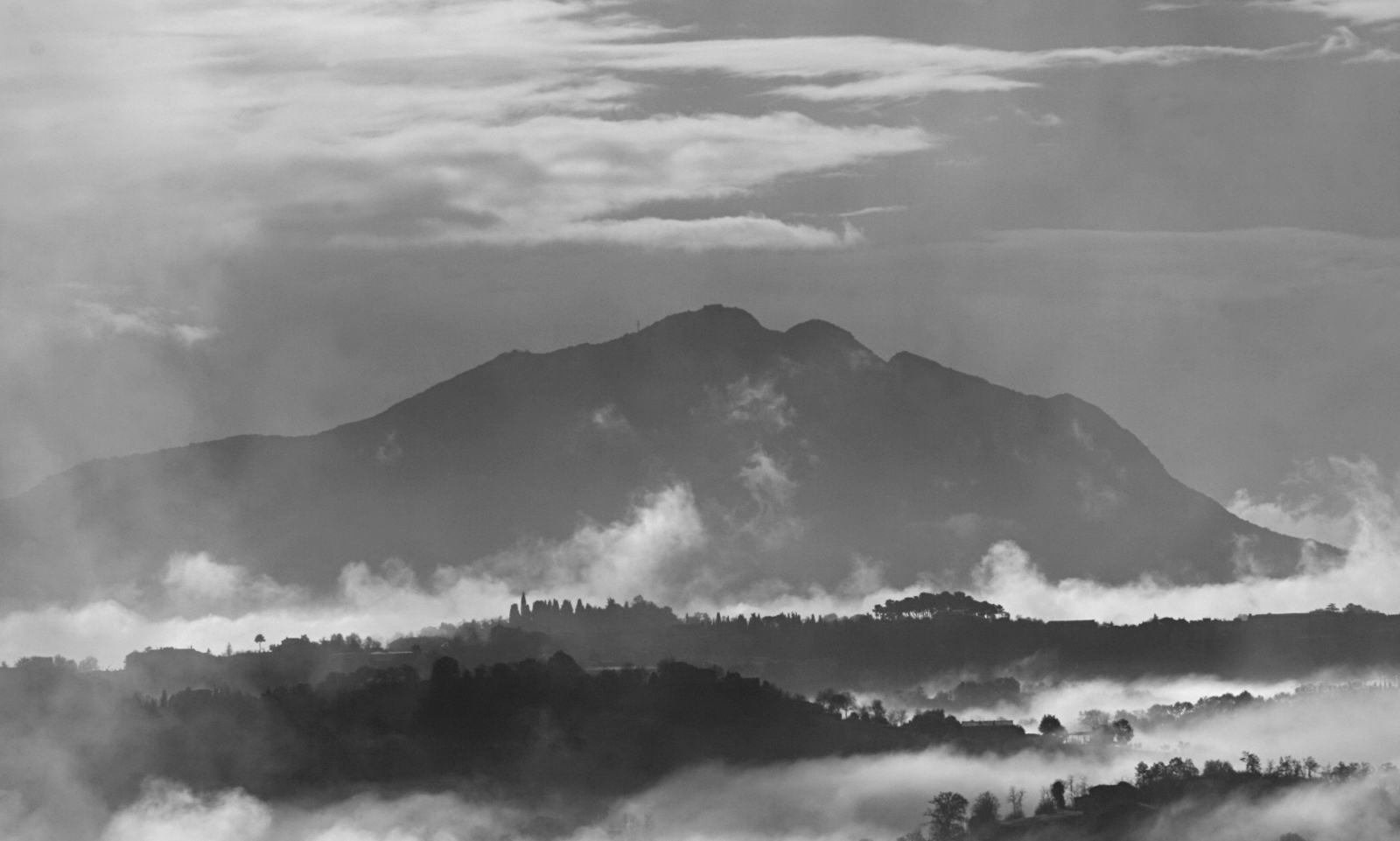
Monte Soratte al mattino da Otricoli (TR)

Il monte Soratte e la Riserva naturale del Monte Soratte si trovano nel comune di Sant'Oreste, circa 45 km a nord di Roma. Il massiccio si erge solitario nella valle del Tevere della quale costituisce perciò anche il rilievo più alto.
Il Soratte ha una pianta ellissoide avente un asse longitudinale che si sviluppa per circa 5,5 km in direzione NNO-SSE secondo un profilo a forma di arco composto da sei cime, su una delle quali, a circa 400 m di altitudine, si trova il paese di Sant'Oreste.
Il monte è costituito da un massiccio calcareo avente delle pareti molto ripide presso la cima, mentre le pendici risultano più dolci e ricoperte da una fitta vegetazione. La pianura circostante è coltivata principalmente a uliveti e attraversata da numerosi fossi.
Dal paese di Sant'Oreste si sviluppano vari sentieri che consentono di raggiungere la cresta sommitale e di attraversare la montagna in senso longitudinale, da entrambi i lati. Stante la ripidità delle pareti rocciose, non ci sono sentieri che percorrano la montagna trasversalmente.
Caratteristica del luogo sono i Meri, tre grandi voragini di origine carsica, che si trovano alla base orientale della montagna. Questi pozzi, comunicanti fra loro e profondi circa 115 m, rivestono un notevole interesse speleologico. In particolare il Mero Grande è costituito da un pozzo verticale profondo diverse decine di metri e con un diametro di 20 m.

### Geologia
Il monte Soratte fa parte, insieme ai monti Cornicolani, di quella che viene chiamata la dorsale Tiberina, cioè una dorsale carbonatica, che è affiorata nel periodo meso-cenozoico dai sedimenti pliocenici e dalla copertura vulcanica. In periodi successivi la dorsale ha subito fratture sui lati ed al centro dove si è creata la depressione attraversata dal Tevere. I rilievi carbonatici del monte Soratte costituiscono quindi un alto strutturale (tipo Horst) che separa la depressione della valle del Tevere (a NE) dalla zona ribassata sabatina (a SO).
La struttura del Soratte rappresenta quindi uno stacco morfologico molto netto e caratteristico rispetto alle zone circostanti. Essa è costituita da una serie di scaglie tettoniche sovrapposte legate a più eventi compressivi, verificatisi durante le fasi tettogenetiche appenniniche. Eventi tettonici distensivi successivi hanno generato sistemi di faglie dirette, subverticali e fratture orientate prevalentemente NO-SE e N-S, spesso riutilizzando le antiche linee di debolezza che hanno disarticolato in blocchi l'assetto precedente.
Principali litotipi presenti e loro dislocazione:
- Calcare massiccio: costituisce il corpo centrale del rilievo (Giurassico).
- corniola: versante est e picco sud (Giurassico).
- scaglia: versante sud, lungo la strada per Sant'Oreste (Eocene/Cretacico).
- tufo marrone/ocra: coperture ai piedi del versante ovest; attribuibile all'attività Sabatina (Pleistocene).
- tufo giallo pedogenizzato: ai piedi del versante est. Attribuibile agli episodi vulcanici Sabatino, Vicano e Laziale (Pleistocene).
- detrito di falda calcareo (Calcare massiccio o Corniola): costituito da ciottoli, blocchi e massi di notevoli dimensioni). Negli avvallamenti, specie lungo il versante ovest e nella zona a nord ovest del cimitero di Sant'Oreste.

Il rilievo, data la sua natura prevalentemente calcarea, è soggetto a forte erosione carsica, specie lungo la cresta. L'attività carsica sotterranea è suggerita dall'assenza di corsi d'acqua su quasi tutto il rilievo e confermata dalla presenza di numerosi antri e pozzi.

## Ambiente

### Flora

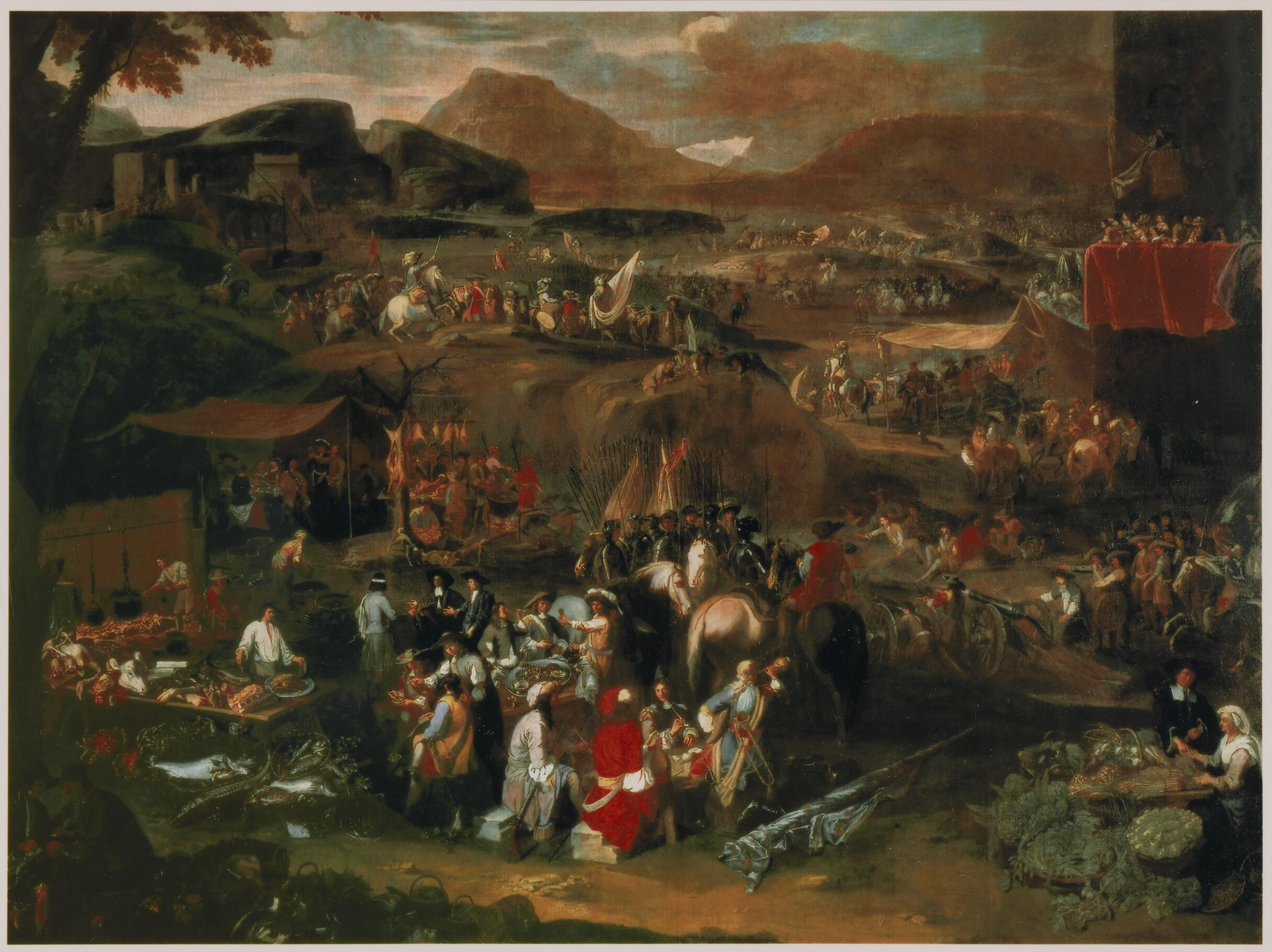

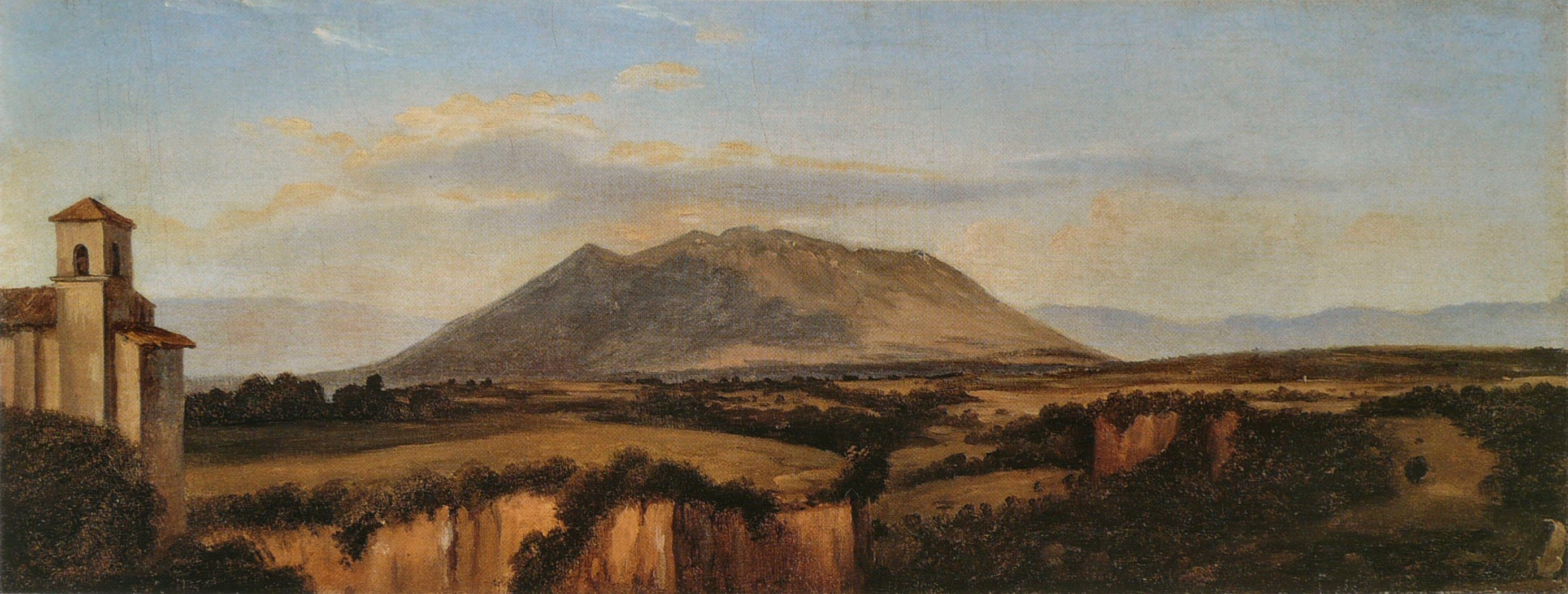

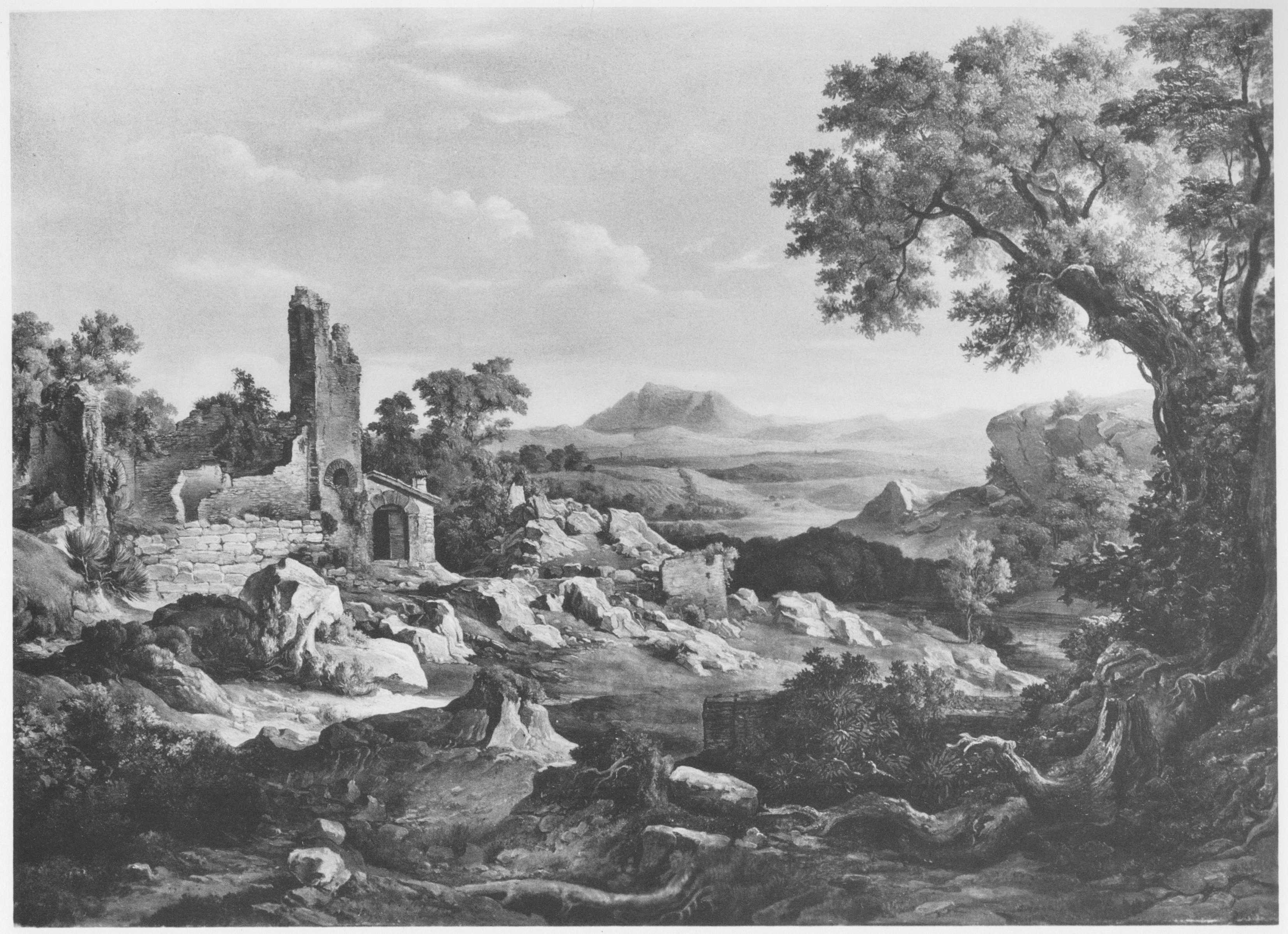

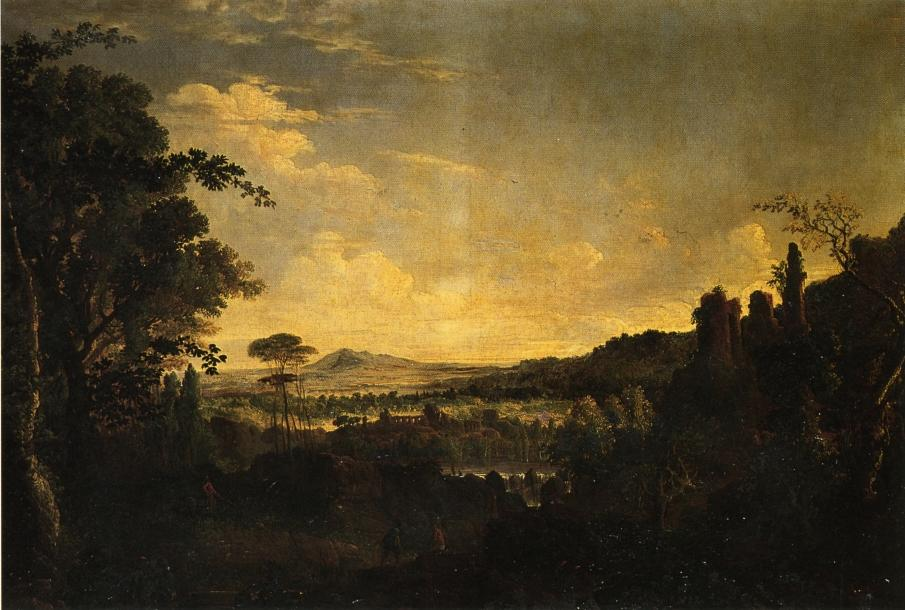

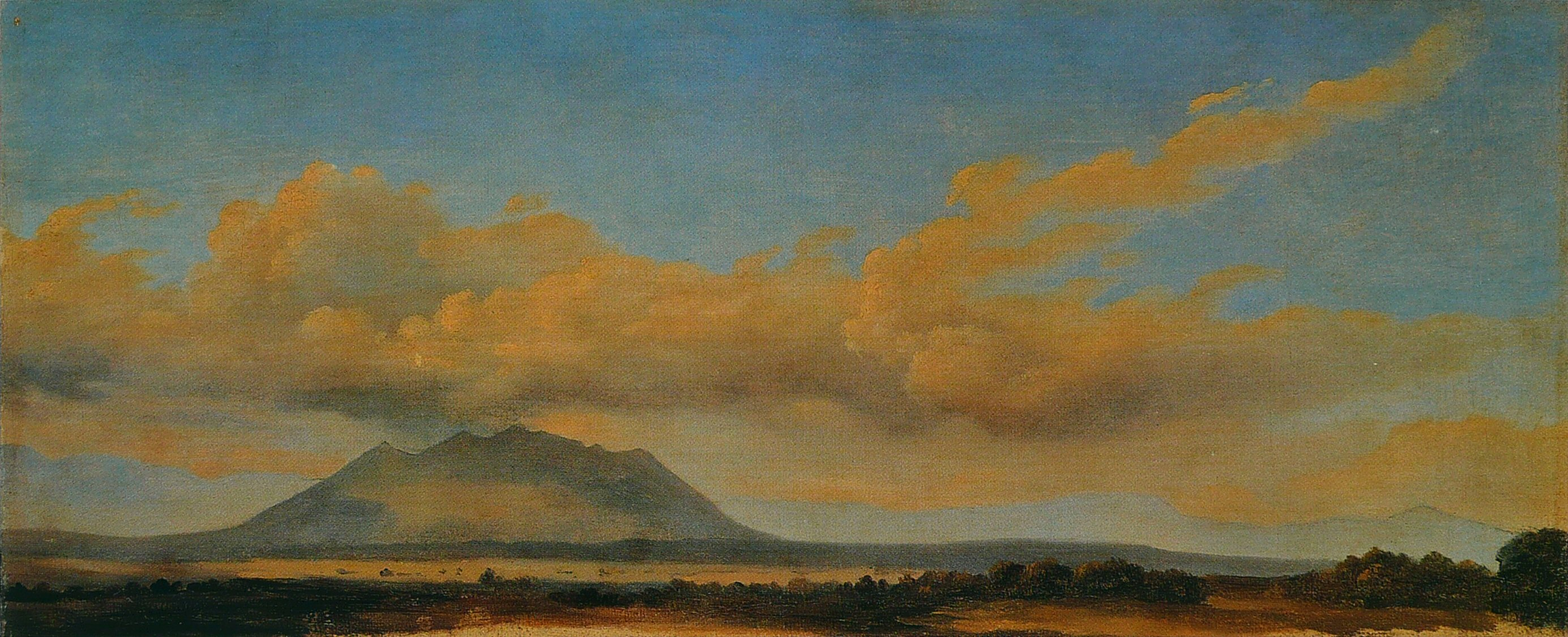

Il monte Soratte è caratterizzato da una vegetazione molto varia e differenziata in funzione dell'esposizione. Prevalgono le formazioni a bosco e boscaglia.
Sul versante nord ovest, più freddo, si trovano boschi caduchi con presenza di carpino nero (Ostrya carpinifolia), orniello (Fraxinus ornus), acero minore (Acer monspessulanum) misti a specie sempreverdi come il leccio (Quercus ilex).
Sul versante sud est, più caldo, si hanno specie della macchia mediterranea con leccio, acero minore, terebinto (Pistacia terebinthus), fillirea (Phyllirea latifolia). A questa comunità vegetale, non usuale, descritta per la prima volta sul monte Soratte, è stato dato il nome di Quercetum galloprovinciale aceresotum monspessulani.
Una particolare varietà di asfodelo, l'asfodelo giallo (Asphodeline lutea), poco diffusa altrove, è presente in modo abbastanza regolare soprattutto sul versante occidentale.

### Fauna
Numerose sono le specie animali presenti nei boschi del Soratte.
- Mammiferi (abbondantemente presenti):
  - volpe (Vulpes vulpes),
  - cinghiale (Sus scrofa),
  - scoiattolo (Sciurus vulgaris),
  - ghiro (Myoxus glis),
  - moscardino (Muscardinus avellanarius),
  - riccio (Erinaceus europaeus),
  - talpa (Talpa romana)
  - gatto selvatico (Felis Silvestris).

Tra gli uccelli, sono presenti sia specie stanziali che di passo e migratorie. 
- Rapaci:
  - poiana (Buteo buteo),
  - gheppio (Falco tinnunculus),
  - allocco (Strix aluco),
  - civetta (Athene noctua).
- Picidi
  - picchio verde (Picus viridis),
  - picchio rosso maggiore (Picoides major).
- Passeriformi:
  - pettirosso (Erithacus rubecula),
  - passero solitario (Monticola solitarius),
  - usignolo (Luscinia megarhynchos),
  - capinera (Sylvia atricapilla),
  - cardellino (Carduelis carduelis),
  - merlo (Turdus merula),
  - cinciallegra (Parus major),
  - cincia bigia (Palus palustris),
  - scricciolo (Troglodytes troglodytes).

## Visibilità

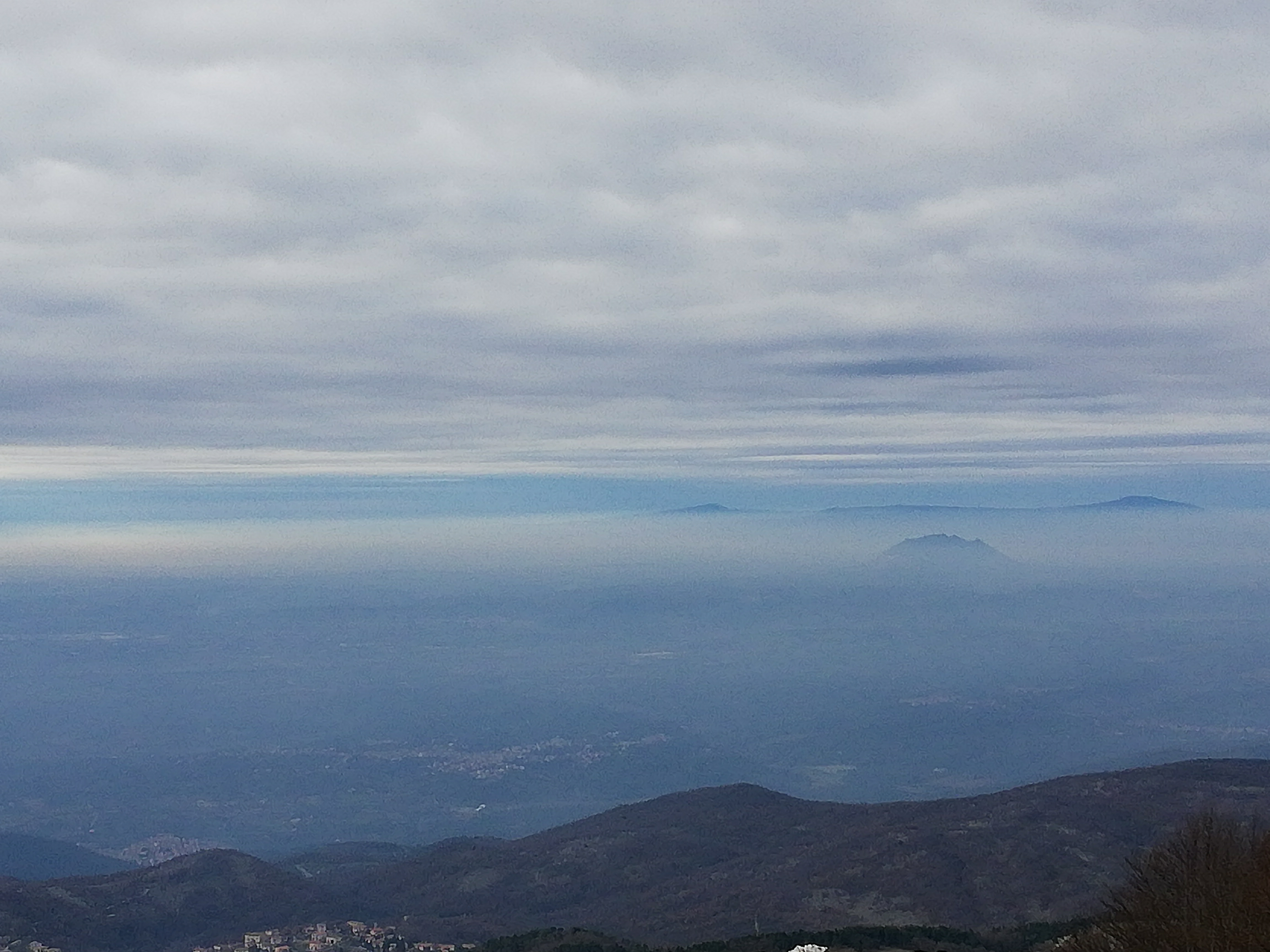
Il Soratte avvolto nella foschia, sulla destra, visto dalla cima del Monte Pellecchia

Il monte Soratte è noto anche per la sua visibilità da grandi distanze. Di seguito un elenco di località da cui si può scorgere:
- Roma
- Nepi;
- Mazzano Romano;
- Castel Sant'Elia;
- Civita Castellana;
- Poggio Sommavilla
- Vignanello;
- Lago di Bracciano;
- Soriano nel Cimino;
- Valmontone;
- Monte Amiata;
- Ferrovia Roma-Cassino-Napoli;
- Lugnano in Teverina;
- Monte Terminillo;
- Altare della Patria;
- Monte Gennaro
- Frascati
- Monti Albani
- Casperia
- Faleria
- Montelibretti
- Monteflavio
- Orte